# Quinn Buckner
William Quinn Buckner (Phoenix, 20 augustus 1954) is een Amerikaans voormalig basketballer. Hij won met het Amerikaans basketbalteam de gouden medaille op de Olympische Zomerspelen 1976.

## Carrière
Buckner speelde collegebasketbal voor de Indiana Hoosiers van 1972 tot 1976. Op het wereldkampioenschap in 1973 won hij met de Amerikaanse ploeg een bronzen medaille. Tijdens de Olympische Spelen waar hij goud won met de Amerikaanse ploeg in 1976 speelde hij 6 wedstrijden, inclusief de finale tegen Joegoslavië. Gedurende deze wedstrijden scoorde hij 44 punten.
Hij werd als zevende gekozen in de NBA draft als zevende door de Milwaukee Bucks. Buckner speelde zes seizoenen voor de Bucks voordat hij in 1982 geruild werd naar de Boston Celtics voor Dave Cowens. Na drie seizoenen bij de Celtics en een kampioenschap in 1984 werd hij in 1985 geruild voor een draftpick naar de Indiana Pacers waar hij een seizoen speelde.
Na zijn carrière als speler was hij werkzaam als sportverslaggever voor ESPN en NBC. Ook was hij coach van de Dallas Mavericks tijdens het seizoen 1993/94.

## Erelijst
- NBA-kampioen: 1984
- NBA All-Defensive Second Team: 1978, 1980, 1981, 1982
- Wereldkampioenschap: 1974
- Olympische Spelen: 1976

## Statistieken

### Regulier seizoen
| Seizoen  | Team            | WG  | WS  | MPW  | 2P%  | 3P%  | FW%  | RPW | APW | SPW | BPW | PPW  |
| -------- | --------------- | --- | --- | ---- | ---- | ---- | ---- | --- | --- | --- | --- | ---- |
| 1976/77  | Milwaukee Bucks | 79  | –   | 26,5 | 43,4 | –    | 53,9 | 3,3 | 4,7 | 2,4 | 0,3 | 8,6  |
| 1977/78  | Milwaukee Bucks | 82  | –   | 25,3 | 46,8 | –    | 64,5 | 3,0 | 5,6 | 2,3 | 0,2 | 9,3  |
| 1978/79  | Milwaukee Bucks | 81  | –   | 21,7 | 45,4 | –    | 63,2 | 2,6 | 5,8 | 1,9 | 0,2 | 7,2  |
| 1979/80  | Milwaukee Bucks | 67  | –   | 25,2 | 46,7 | 40,0 | 73,4 | 3,6 | 5,7 | 2,0 | 0,1 | 10,7 |
| 1980/81  | Milwaukee Bucks | 82  | –   | 29,1 | 49,3 | 16,7 | 73,4 | 3,6 | 4,7 | 2,4 | 0,0 | 13,3 |
| 1981/82  | Milwaukee Bucks | 70  | 70  | 30,8 | 48,2 | 26,7 | 65,5 | 3,6 | 4,7 | 2,5 | 0,0 | 12,9 |
| 1982/83  | Boston Celtics  | 72  | 56  | 21,7 | 44,2 | 0,0  | 63,2 | 2,6 | 3,8 | 1,5 | 0,1 | 7,9  |
| 1983/84  | Boston Celtics  | 79  | 0   | 15,8 | 42,7 | 0,0  | 64,9 | 1,7 | 2,7 | 1,1 | 0,0 | 4,1  |
| 1984/85  | Boston Celtics  | 75  | 6   | 11,4 | 38,3 | 0,0  | 64,0 | 1,2 | 2,0 | 0,8 | 0,0 | 2,4  |
| 1985/86  | Indiana Pacers  | 32  | 3   | 13,1 | 47,1 | 0,0  | 70,4 | 1,6 | 2,7 | 1,3 | 0,1 | 3,7  |
| Carrière | Carrière        | 719 | 135 | 22,6 | 46,1 | 18,4 | 65,7 | 2,7 | 4,3 | 1,9 | 0,1 | 8,2  |

### Play-offs
| Seizoen  | Team            | WG | WS | MPW  | 2P%  | 3P% | FW%  | RPW | APW | SPW | BPW | PPW  |
| -------- | --------------- | -- | -- | ---- | ---- | --- | ---- | --- | --- | --- | --- | ---- |
| 1977/78  | Milwaukee Bucks | 9  | –  | 28,6 | 50,0 | –   | 65,2 | 3,0 | 6,9 | 2,0 | 0,1 | 11,2 |
| 1979/80  | Milwaukee Bucks | 7  | –  | 23,6 | 34,0 | 0,0 | 63,6 | 2,3 | 4,4 | 2,1 | 0,0 | 6,1  |
| 1980/81  | Milwaukee Bucks | 7  | –  | 26,1 | 43,3 | 0,0 | 68,8 | 2,9 | 5,0 | 1,6 | 0,0 | 9,0  |
| 1982/83  | Boston Celtics  | 7  | –  | 14,0 | 43,2 | 0,0 | 0,0  | 1,4 | 0,3 | 0,1 | 0,0 | 4,6  |
| 1983/84  | Boston Celtics  | 23 | –  | 11,7 | 40,5 | 0,0 | 54,5 | 1,5 | 1,2 | 0,6 | 0,0 | 3,3  |
| 1984/85  | Boston Celtics  | 15 | 0  | 5,7  | 59,1 | 0,0 | 62,5 | 0,5 | 0,8 | 0,4 | 0,0 | 2,1  |
| Carrière | Carrière        | 68 | –  | 15,5 | 43,9 | 0,0 | 61,0 | 1,7 | 2,5 | 0,9 | 0,0 | 5,1  |

00 Parish · 
3 Johnson · 
8 Wedman · 
28 Buckner · 
30 Carr · 
31 Maxwell · 
32 McHale · 
33 Bird · 
40 Clark · 
43 Henderson · 
44 Ainge · 
50 Kite · 
Coach Jones